# Oleksandr Rojtburd
Oleksandr Anatoliovich Rojtburd (en ucraniano: Олександр Анатолійович Ройтбурд; Odesa, 14 de octubre de 1961 - Kiev, 8 de agosto de 2021) fue un artista ucraniano que participó de la Nueva Ola Ucraniana y cofundador de la teoría de la Transvanguardia Ucraniana.  Trabajó como pintor y artista de instalaciones, entre otros con proyectos de vídeo y fotografía. Pertenece a la primera ola de artistas ucranianos post-independencia, postsoviéticos y post-tradicionales.

## Biografía
Olexander Rojtburd nació en una familia judía de Odesa en 1961 y se graduó en la facultad de Arte y Diseño Gráfico del Instituto Pedagógico de Odesa en 1983. 
A principios de la década de 1990, la Unión Soviética, como marco social que sustentaba el arte soviético-ucraniano, se desmoronó. Aunque no se puede reducir el arte soviético al realismo socialista o a la pintura de estilo clásico, la posmodernidad del arte contemporáneo ucraniano se ha formado en contraste con el fenómeno anterior. En este sentido, la pintura de Rojtburd era posmoderna.
Rojtburd fue cofundador de la Asociación de Nuevo Arte en Odesa en 1993, trabajando primero como director artístico y entre 1999 y 2001 como presidente. También trabajó como director de la galería Marat Guelman en Kiev. 
Rojtburd realizó exposiciones personales en Ucrania, Estados Unidos y la Federación Rusa.  También fue miembro del Consejo para el Desarrollo del Complejo Cultural, Artístico y Museístico Nacional “Arsenal de Arte” en Ucrania.
En 2013-2014, Roitburd participó en el Euromaidán en Odesa. En el Arsenal del Libro de Kiev de 2016 se dedicó a su obra una sala con obras provocativas de gran formato. Desde 2017, Roitburd ha sido conocido por una serie de declaraciones controvertidas sobre la política destinada a apoyar el idioma ucraniano y superar la rusificación, así como mostrarse en contra del partido de extrema derecha Svoboda.
Desde marzo de 2018 hasta el 8 de agosto de 2021 fue director del Museo de Arte de Odesa. El Consejo Regional de Odesa le destituyó del cargo por motivos políticos, considerando que el lugar se había convertido en un lugar de relaciones públicas políticas para Petró Poroshenko y políticos afines. El despido provocó indignación entre los habitantes de Odesa, con más de mil personas manifestándose en contra de la decisión. Desde octubre de 2020 hasta su muerte el 8 de agosto de 2021, Roitburd fue diputado del Consejo Regional de Odesa por el partido Solidaridad Europea de Poroshenko.
Murió de cáncer en Kiev el 8 de agosto de 2021.  En septiembre de 2021, sus Versos de un diletante se publicaron póstumamente por Meridian Chernivtsi con ilustraciones de Serhiy Zhadán.

## Obras
Oleksandr Rojtburd es considerado uno de los fenómenos importantes del movimiento de la nueva ola ucraniana.  A primera vista, sus obras están en su mayoría determinadas mitológicamente y permeadas por representaciones arquetípicas. Sin embargo, los elementos de lo surrealista permanecen dentro de los límites orgánicos de una evolución sutil. Como pintor, nunca renunció a desarrollar y definir su estilo personal a través de una transformación en busca del modelo griego. Sus últimos trabajos se caracterizan por el rechazo al sarcasmo y al dramatismo. El conflicto desaparece de la escena en favor de una sutil ironía y de intimidad. Además de obras artísticas irónicas, muy estilizadas y conscientemente pictóricas, su legado incluye los resultados de sus actividades como director del museo local. 

## Exposiciones

### Individuales
- The Retrospective (2003), Galería Bereznitsky (Galería L-art), Ludmila Beresnitsky, Kiev.
- Exposición individual de Buda crucificado, curador Kostyantyn Doroshenko (2001). Museo del Patrimonio Cultural, Kiev.
- La vida cotidiana en Pompeya (1997). Galería Atelier Karas, Kiev.

### Exposiciones colectivas
- Artes y drogas (2002). Galería Rebellminds, Berlín.
- Meseta de la Humanidad (2001), 49ª Bienal de Venecia.
- Video Time (2000), MOMA, Nueva York,.